# Anaulacomera oaxacae
Anaulacomera oaxacae är en insektsart som beskrevs av Morgan Hebard 1932. Anaulacomera oaxacae ingår i släktet Anaulacomera och familjen vårtbitare. Inga underarter finns listade i Catalogue of Life.